# Web template

Conteúdo (de uma base de dados) e "especificações de apresentação" (em um web template) são combinados (através do template engine) para a produção em massa de páginas ou documentos web.

Template (ou "modelo de documento") é um documento de conteúdo, com apenas a apresentação visual (apenas cabeçalhos por exemplo) e instruções sobre onde e qual tipo de conteúdo deve entrar a cada parcela da apresentação — por exemplo, conteúdos que podem aparecer no início e conteúdos que só podem aparecer no final. Funciona como uma predefinição usada na linguagem Wiki.
Conceito de Web Templates: ambiente de desenvolvimento de conteúdo web, estabelecido como modelo que permite criar um código de programação de forma rápida, com execução em tempo real online na internet. Os Web Templates (ou "modelos de página") são instrumentos utilizados para separar a apresentação do conteúdo em web design, e para a produção massiva de documentos web. Os templates são interpretados por um "sistema de template".
Websites requerem, via de regra, atualizações regulares de conteúdo, e padronização da aparência. Um website de notícias, por exemplo, precisa ser atualizado diariamente. Cada item de notícia será contextualizado em um padrão de apresentação (layout, estrutura, etc.).
Uma estratégia típica para se automatizar as padronizações é:
1. especificar os "padrões de apresentação" através de web templates;
2. especificar e manter atualizados os conteúdos em um banco de dados.